# Tiniteqilaaq
Tiniteqilaaq és un assentament de l'est de Groenlàndia que forma part del municipi de Sermersooq. L'1 de gener del 2024 tenia 94 habitants.